# Saşa Yunisoğlu
Saşa Yunisoğlu oder Sasha Yunisoğlu (* 18. Dezember 1985 in Mykolajiw) ist ein aserbaidschanisch-ukrainischer ehemaliger Fußballspieler.

## Karriere

### Verein
Yunisoğlu startete seine Profifußballkarriere 2002 beim aserbaidschanischen Verein İnter Baku und spielte hier bis zum Winter 2002/03. Anschließend wechselte er innerhalb der Liga zu Neftçi Baku. Obwohl Yunisoğlu bei Neftçi nur zwei Ligaspiele absolvierte, erreichte er mit seiner Mannschaft die Aserbaidschanische Meisterschaft. Nach diesem Erfolg verließ er Neftçi Richtung Liga- und Stadtkonkurrent Bakılı Baku PFK. Hier gelang ihm im Laufe der Spielzeit der Sprung in die Startformation. Nach einer Saison und 15 Ligaspielen wechselte Yunisoğlu innerhalb der Liga zu MKT Araz İmişli. 
Im Sommer 2007 wechselte Yunisoğlu nach Polen zu Dyskobolia Grodzisk und Polonia Warschau. 2009 kehrte er in die Aserbaidschanische Liga zurück und spielte hier bis zum Sommer 2013 bei diversen Vereinen. Dabei wurde er 2010 mit dem FK Baku Aserbaidschanischer Pokalsieger.
Für die Saison 2013/14 wechselte Yunisoğlu in die türkische TFF 1. Lig zu Denizlispor. Da er aserbaidschanischer Staatsbürger ist, wird er hier unter einem gesonderten Status spielen und somit keinen regulären Ausländerplatz belegen.
Im September 2014 wechselte er zurück in die erste aserbaidschanische Liga zu Araz-Naxçıvan PFK. 2017 beendete er nach zwei weiteren Stationen seine Karriere.

### Nationalmannschaft
Während seiner Tätigkeit beim aserbaidschanischen Verein MKT Araz İmişli wurde Yunisoğlu für die der Aserbaidschanische Nationalmannschaft nominiert und gehörte eine Zeitlang zu den regelmäßig nominierten Spielern.

## Erfolge
Neftçi Baku
- Aserbaidschanischer Meister: 2007

FK Baku
- Aserbaidschanischer Pokalsieger: 2010